# Vespa bicolor
Vespa bicolor (český překlad by mohl znít sršeň dvoubarvá), někdy také nazývaná „sršeň s černým štítem“, je druh blanokřídlého hmyzu z rodu Vespa – sršeň. Druh poprvé popsal Johan Christian Fabricius v roce 1787. Jedná se o malý druh sršně, dělnice měří 15 až 22 mm, královny maximálně 25 mm. Vespa bicolor se živí různým hmyzem, drobnými bezobratlými nebo masem uhynulých živočichů. Loví rovněž včely a živí se jejich larvami. Tyto sršně jsou hlavními opylovači orchidejí druhu Dendrobium sinense, jež napodobují feromony včel. Ty se nacházejí pouze na čínském ostrově Chaj‑nan.
Vespa bicolor je nejběžnější druh velkých vos v Hongkongu, spolu s členy rodu Parapolybia. Tyto sršně se vyskytují v nejrůznějších prostředích a lze je nalézt i v blízkosti lidských obydlí.